# Postbus 777
Postbus 777 was een gratis Nederlands tijdschrift dat vanaf half mei 1994 werd uitgegeven door Small Business Publishing in samenwerking met PTT Post. Het blad heeft slechts een korte tijd bestaan.  

## Geschiedenis
Postbus 777 was een initiatief van Small Business Publishing voor PTT Post. Het concept was een gratis full-color tijdschrift van 60 pagina's, dat gratis verspreid werd via de toen nog 2.200 postkantoren door heel Nederland. Het eerste nummer verscheen op 10 mei 1994 in een oplage van anderhalf miljoen exemplaren. De edities daarna verschenen in een oplage van één miljoen, waarmee het destijds het derde tijdschrift was van Nederland in oplageaantal (na De Kampioen en de Veronicagids). De doelgroep waren 'gemiddelde Nederlanders' tussen de 20 en 55 jaar. 
Het blad had als voornaamste doel om Nederlanders meer gebruik te laten maken van de posterijen. De opkomst van telefoon, computer en fax had gezorgd voor een daling van zowel het zakelijke als het particuliere postverkeer. Veel artikelen in het blad waren er daarom op gericht om mensen post te laten versturen. Bijvoorbeeld in de vorm van puzzels, ingezonden brieven, contactadvertenties en particuliere verkoop van tweedehands goederen onder de naam 'supercomputer'. Die post moest dan naar de postbus waar het blad naar was vernoemd: nummer 777 in Heemstede. Het zou gaan om een proef van een jaar: als er meer postverkeer zou worden gegenereerd zou het een succes zijn.
Daarnaast werd het blad bekostigd met advertenties, die 40 procent van de inhoud zouden uitmaken.
Commercieel directeur A. Kragtwijk voorzag voor de lancering dat er 'honderdduizenden' reacties per nummer zouden komen. In oktober bleek het meer te gaan om de 40 tot 50.000 reacties. Desondanks noemde Kragtwijk het blad wel een succes en zou de publicatie in 1995 worden doorgezet. Het is onduidelijk of dat ook gebeurd is.